# Stříbrná Huť
Stříbrná Huť je přírodní památka v okrese Tábor o rozloze 0,4 ha. Nachází se v Táborské pahorkatině, nad nivou Chotovinského potoka, mezi Táborem a Chýnovem a byla vyhlášena 31. července 1946.
Předmětem ochrany je značně zazemněný a zarůstající lesní rybníček Nadýmač s početnou populací zvláště chráněné rostliny ďáblíku bahenního (Calla palustris).
Žije zde také několik ohrožených druhů obojživelníků − především čolek obecný (Triturus vulgaris) a čolek velký (Triturus cristatus).

## Lokalita
Lokalita se nachází asi 5 km od města Tábor, mezi obcemi Zárybničná Lhota a Dobronice u Chýnova v blízkosti osady Stříbrné Hutě, v nadmořské výšce 420 m n. m. Území přírodní památky je vyměřeno na 0,4 ha. Památka se rozkládá v katastrálním území obce Dobronice u Chýnova.
Zazemněný rybníček se nachází v mírném údolí na drobném vodním toku. Ten se vlévá do blízkého Chotovinského potoka, který protéká podél celé lokality.
Území je obklopeno smíšenými lesy s množstvím vodních toků a rybníků (např. Knížecí rybník). 

## Historie
Přírodní památka Stříbrná huť byla vyhlášena Ministerstvem školství a osvěty již 31. července 1946. Rybníček u bývalé hornické osady Stříbrné Hutě německy (Silberberg), kde se ze stříbrných rud získávalo amalgamací stříbro, vznikl pravděpodobně uměle při výstavbě mlýnského náhonu, jehož zbytky jsou stále na místě k vidění.

## Přírodní poměry
Podle fytogeografického členění patří památka do fytogeografické oblasti mezofytikum, obvodu Českomoravské mezofytikum, okresu Votická pahorkatina, podokresu Táborsko.
V širším okolí je geologické podloží tvořeno fluviálními písčitojílovitými sedimenty, včetně sedimentů umělých vodních nádrží.
Samotné území přírodní památky se nachází v mírném údolí podél drobného toku, který se vlévá do rybníčku a následně odtéká do Chotovinského potoka. Je zajímavým biotopem s převahou mezotrofní vegetace bahnitých substrátů.

### Flóra
Ústředním bodem území je zazemněný rybníček Nadýmač, v němž se střídá především trojice bažinných porostů. Momentálně zde dominuje porost zevaru jednoduchého (Sparganium emersum), pro který je prostředí zazemněných rybníků, či břehů stojatých vod přirozené prostředí. Dále se na povrchu hladiny vyskytují hlavně drobnější druhy: okřehek menší (Lemna minor), hvězdoš (Callitriche sp.) a závitka mnohokořenná (Spirodela polyrhiza).
Po okrajích rybníčku (v litorálu) roste hlavní předmět ochrany, početná populace ohroženého ďáblíku bahenního (Calla palustris). Dále v rybníčku najdeme chrastici rákosovitou (Phalaris arundinacea), zblochan vzplývavý (Glyceria fluitans), orobinec úzkolistý (Typha angustifolia), kyprej vrbici (Lythrum salicaria), rozrazil potoční (Veronica beccabunga), karbinec evropský (Lycopus europaeus), šišák vroubkovaný (Scutellaria galericulata).
Na břehu můžeme najít karbinec evropský (Lycopus europaeus), krabilici chlupatou (Cherophyllum hirsutum), lilek potměchuť (Solanum dulcamara), blatouch bahenní (Caltha palustris), vrbinu obecnou (Lysimachia vulgaris), ostřice (Carex elongata, Carex remota) a řeřišnici hořkou (Cardamine amara).
Hráz rybníčka je porostlá jedinci smrku, olše a dubu. Z bylinné vegetace se zde vyskytují jahodník obecný (Fragaria vesca), ptačinec velkokvětý (Stellaria holostea), kyčelnice cibulkonosná (Dentaria bulbifera) a třtina rákosovitá (Calamagrostis arundinacea).
Ve východní části přírodní památky se nachází hlavně rozvolněné olšové porosty, dominantně s olší lepkavou (Alnus glutinosa). Pod nimi se vyskytují zejména blatouch bahenní (Caltha palustris), krabilice chlupatá (Chaerophyllum hirsutum) a řeřišnice hořká (Cardamine amara), dále různé druhy trav, především kostřava obrovská (Festuca gigantea) a pšeníčko rozkladité (Milium effusum) a také ostřice řídkoklasá (Carex remota). Kromě toho zde najdeme pomněnku bahenní (Myosotis palustris), kopřivu dvoudomou (Urtica dioica), netýkavku nedůtklivou (Impatiens noli-tangere) a vzácnější kozlík výběžkatý (Valeriana excelsa).
V severovýchodním cípu území se nachází přestárlý smrkový porost, v němž roste hlavně bika hajní (Luzula luzuloides), brusnice borůvka (Vaccinium myrtillus) a konvalinka vonná (Convallaria majalis).
V blízké nivě Chotovinského potoka se hojně vyskytují dva nepůvodní, invazivní druhy: netýkavka žláznatá (Impatiens glandulifera) a bolševník velkolepý (Heracleum mantegazzianum), který obsahuje fotocitlivé furanokumatiny, které v kontaktu se světlem způsobují na kůži puchýře.

### Fauna
V lokalitě se vyskytují také chránění obojživelníci, kromě různých druhů žab je zde hojná populace dvou druhy čolků: čolka obecného (Triturus vulgaris) a silně ohroženého čolka velkého (Triturus cristatus).
Můžeme zde rovněž pozorovat mnoho hmyzích druhů, například vílenku okřehkovou (Cataclysta lemnata), ploštice bruslařky (Gerris thoracicus), vodany (Hydraena riparia), suchozemského brouka prachaře (Sphindus dubius) a vzácný druh dvoukřídlého hmyzu lanýžovku (Scoliocentra confusa).

## Ochrana
Hlavním předmětem ochrany je početná a stabilní populace zvláště chráněné rostliny ďáblíku bahenního (Calla palustris). Stabilitu a rozšiřování populace ďáblíku lze vysvětlit skutečností, že chráněné území bylo vyhlášeno již před více než šedesáti lety. Dalším faktorem je i skutečnost, že je lokalita na odlehlém a špatně přístupném místě, bez dobrého značení.
Vzhledem ke stabilitě populace nejsou navrhovány žádné zásahy a v plánu péče je konstatováno, že se může pokračovat v extenzivní péči o lokalitu.
Jediný zásah do území může být zdravotní výběr poškozených stromů. 

## Turismus
Přírodní památka Stříbrná huť je nejlépe dostupná z blízké osady Stříbrné Hutě. Z osady je třeba jít asi 250 m po zelené a potom odbočit doprava na žlutou značku. Ze značky je nutno odhadem po půl kilometru odbočit po neznačené pěšině do lesa a překonat přes dřevěný mostek Chotovinský potok a dále pokračovat do svahu až k rybníčku. Na místo se dá dostat i cestou okolo krásně meandrujícího Chotovinského potoka.

## Obrázky

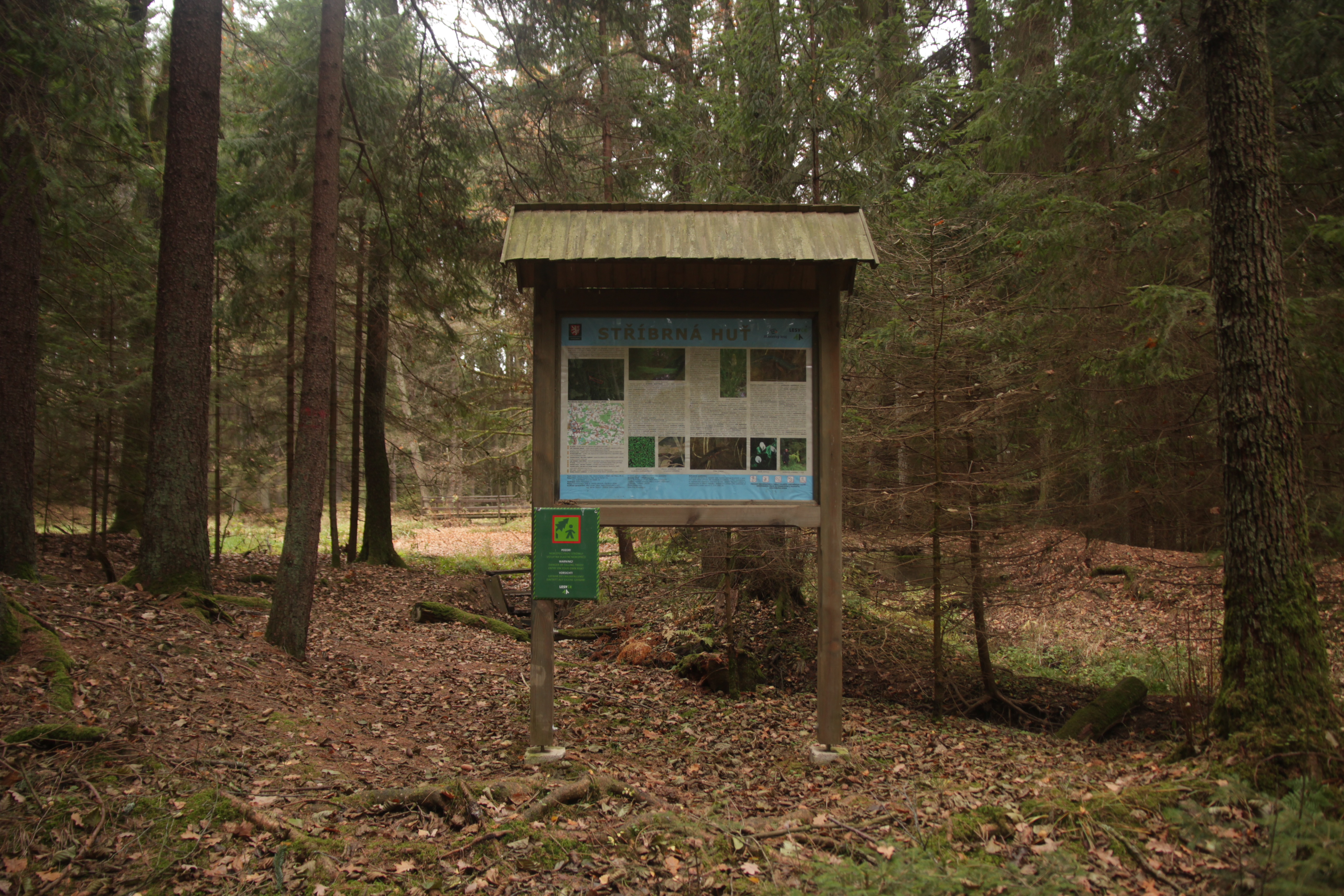
Informační tabule o přírodní památce Stříbrná huť
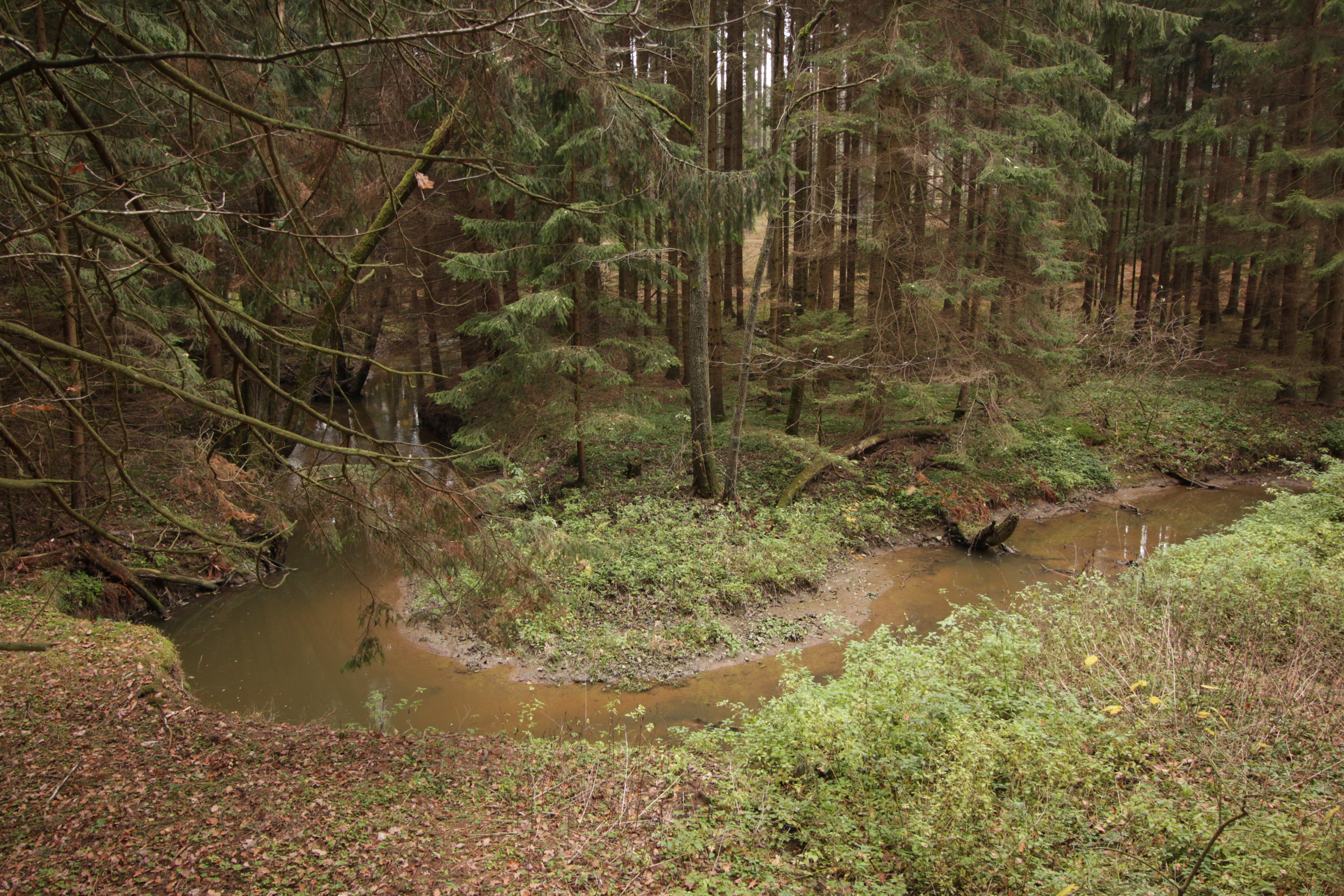
Meandr Chotovinského potoka
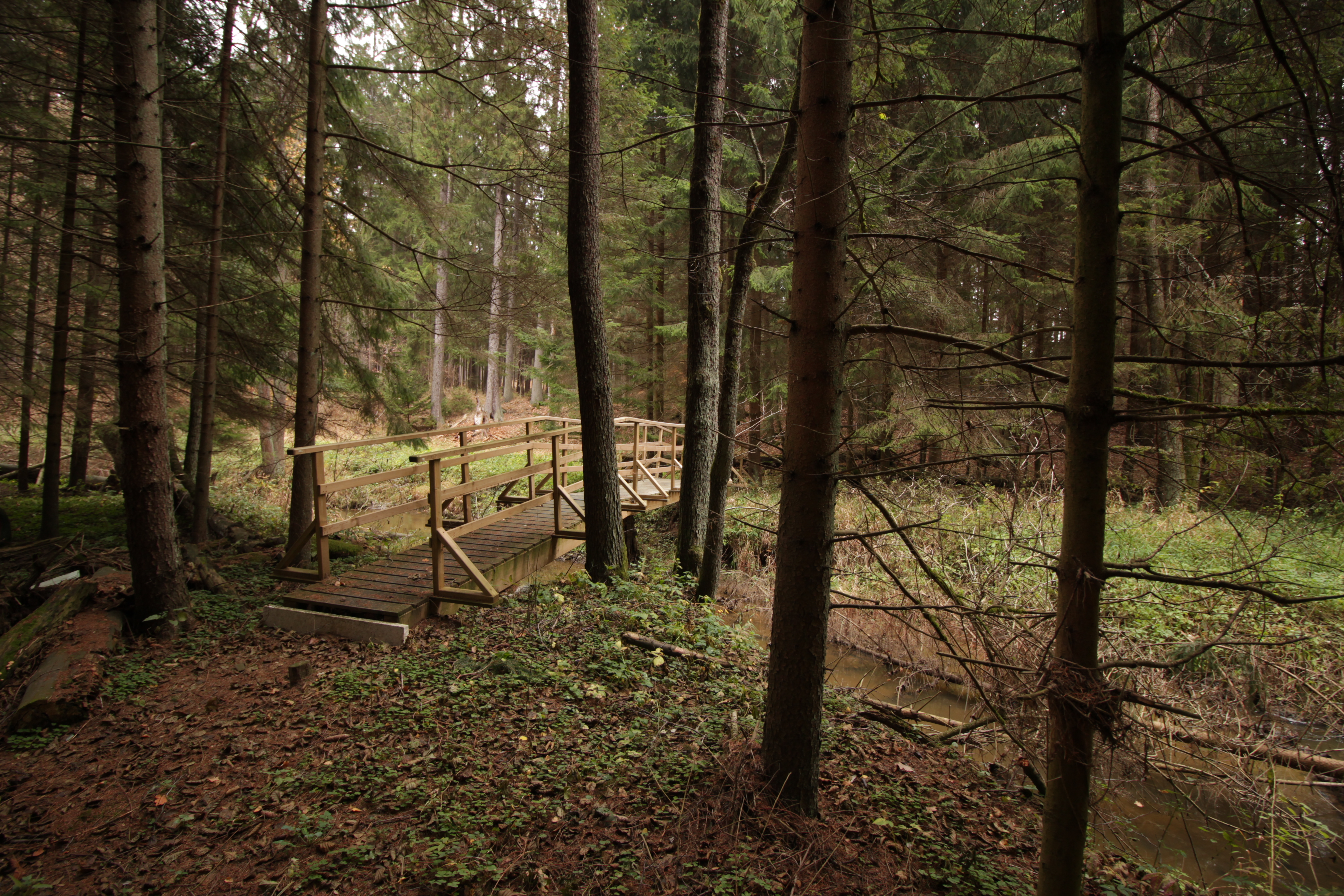
Dřevěný mostek přes Chotovinský potok
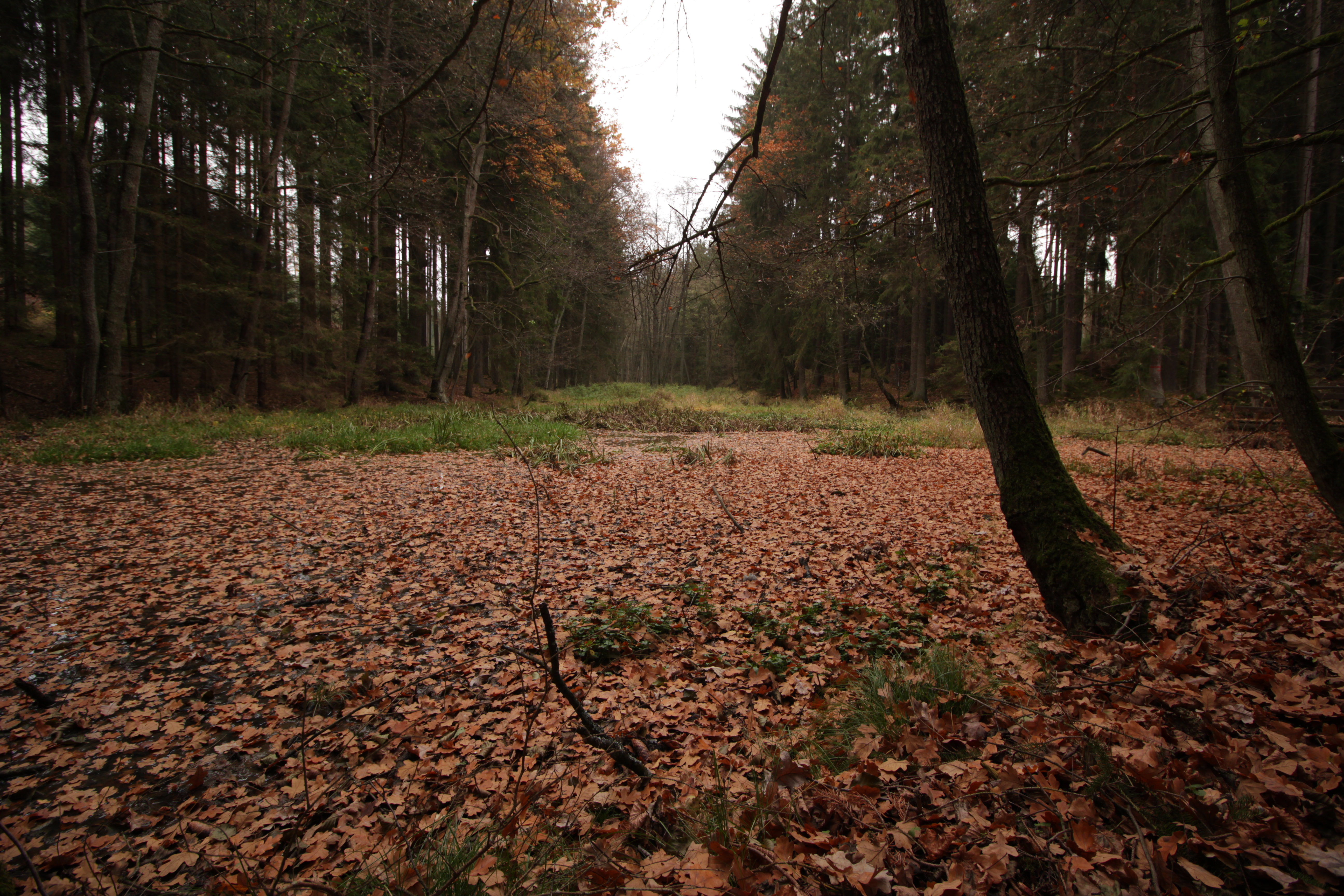
Zazemněný rybníček Nadýmač
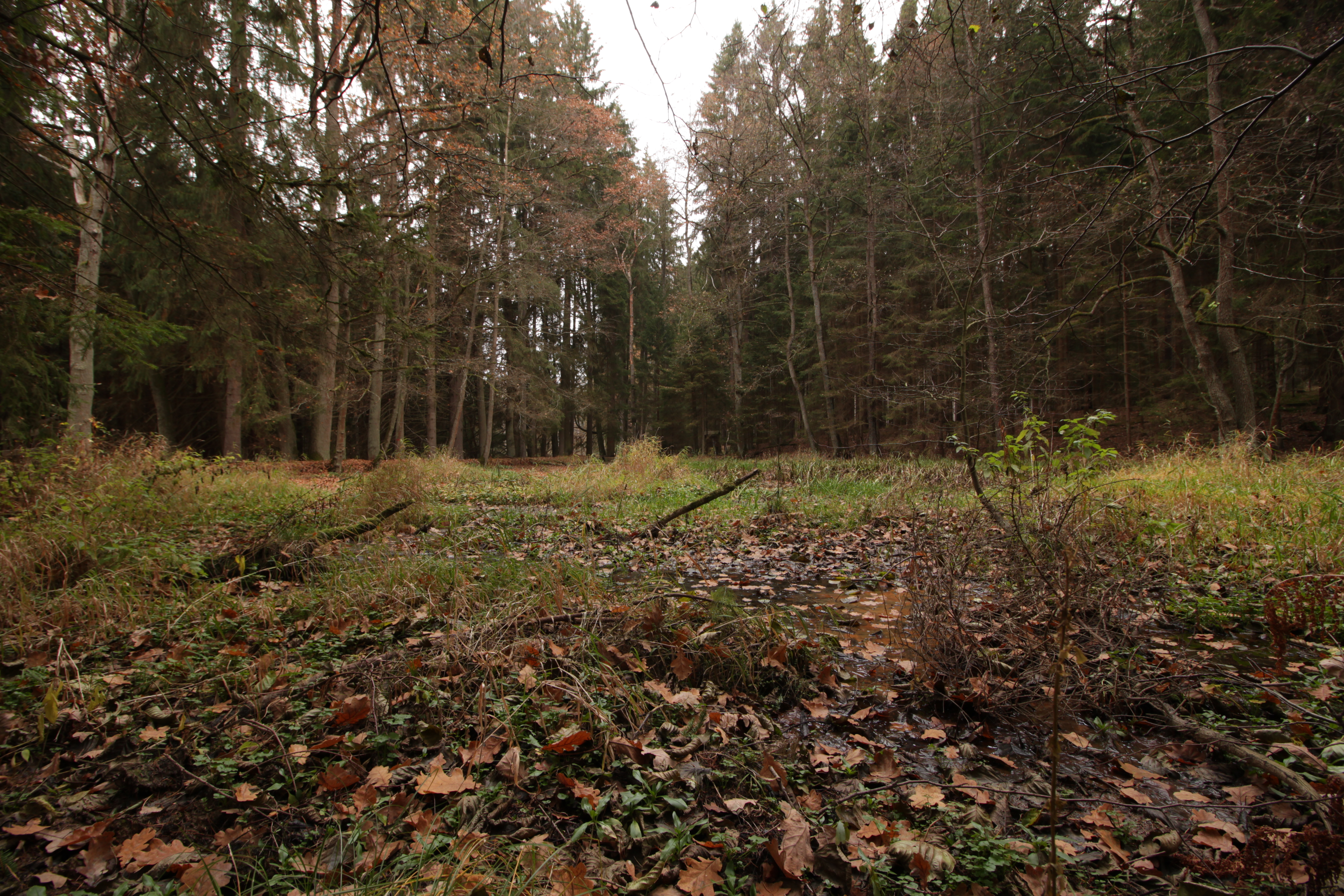
Zazemněný rybníček Nadýmač
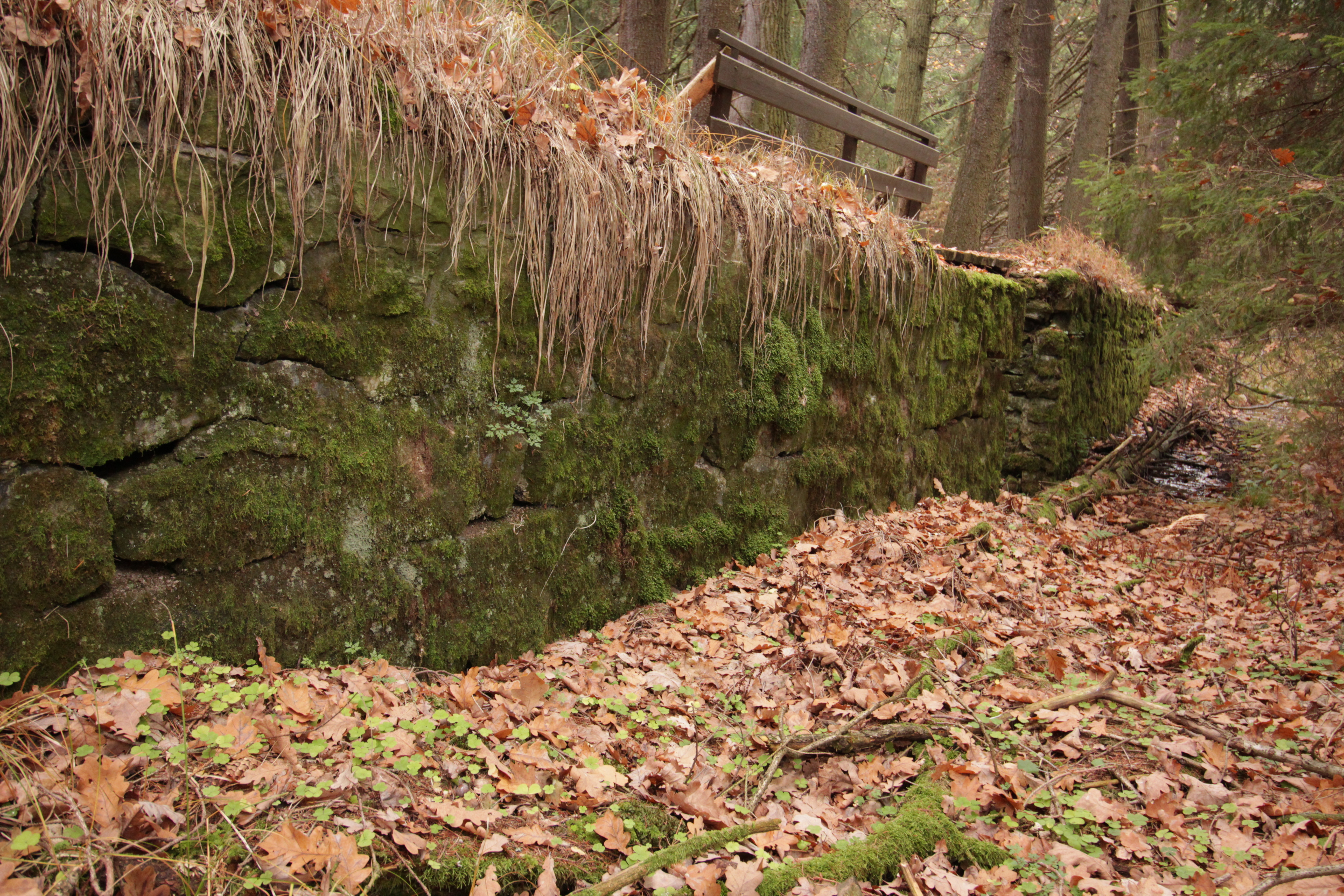
Zbytky mlýnského náhonu